# Jean Anderson
Pour les articles homonymes, voir Jean Anderson (homonymie) et Anderson.
Jean Anderson (né en 1959 à Québec) est un sportif québécois (Canada). Capitaine d'une équipe courant sous la bannière du Château Frontenac, il domine depuis 35 ans le circuit des courses en canot à glace au Québec, en particulier la plus prestigieuse, celle du Carnaval de Québec, y finissant premier à 25 reprises depuis 1982.

## Biographie
Il possède un baccalauréat en génie électrique et une maîtrise en électronique de puissance. Il dessine lui-même les plans des coques de ses canots, dont les exigences sont particulières à ce type de courses. Son talent est reconnu de ses compétiteurs : 39 des 43 canots participants à la course en canot du Carnaval de Québec en 2007 avaient été dessinés par lui. En 2008, il expérimente un nouveau canot de sa conception, le Dauphin, dont la première syllabe rappelle la mémoire de sa mère décédée prénommée Dolorès.
Il a participé à sa première course en canot à glace en 1982. En 1985, son équipe remporte sa première victoire à Toronto. En 1988, l'équipe remporte sa première victoire à Québec. En 35 participations à Québec, il remporte 25 fois la première place et 32 fois sur le podium.  Depuis qu'il porte les couleurs du Château Frontenac (1984), Jean Anderson a remporté 96 premières positions et 132 podiums en 150 courses du circuit de canot à glace (en date du 17 août 2018). Depuis 2000, son équipe participe aux courses de la Grande Traversée du Casino de Charlevoix (à L'Isle-aux-Coudres), à la course du Carnaval de Québec, à la Banquise Portneuf Alcoa (à la marina de Portneuf) et au Grand Défi des glaces (cinq fois l’aller et le retour entre Québec et Lévis).
De 2001 à 2006 et depuis 2009, il est le président de l'Association des coureurs en canots à glace du Québec.
Depuis le début du Circuit Québécois de Canot à Glace en 2005, il a remporté les 14 trophées de la coupe des glaces qui couronne le vainqueur de la saison de courses hivernales.